# Antônio Lisboa
Antônio Lisboa (Angatuba, 13 de junho de 1887 — 1986) foi um músico (maestro, compositor e arranjador) brasileiro.
Lisboa dedicou-se à formação de bandas e seus músicos.  Foi professor de música e maestro da banda Lira Angatubense. Compôs a melodia do Hino de Angatuba, em parceria com João Tizamba Nogueira.
Foi também editor do Almanach Sul Paulista, publicado em 1915, e coproprietário do jornal Cidade de Angatuba, além de funcionário público municipal.
Era pai da atriz Dina Lisboa.